# Segurança no Metropolitano de Londres
A segurança no Metropolitano de Londres é relativamente alta. Acidentes na rede de metropolitano, que transporta cerca de um bilhão de passageiros por ano, são raros. Existe apenas um acidente fatal para cada 300 milhões de viagens. Há vários avisos de segurança aos passageiros, como o tradicional "Mind the Gap" do edital e anúncios regulares de passageiros para manter-se atrás da linha amarela. Relativamente poucos acidentes são causados por superlotação nas plataformas, e monitores pessoais em plataformas impedem que as pessoas entrem no sistema, se as plataformas ficarem superlotadas.